# Argylia
Argylia D. Don, 1823 è un genere di angiosperme dicotiledoni appartenenti alla famiglia Bignoniaceae.

## Descrizione
I fiori hanno forma di tromba con cinque lobi esteriori ben marcati e colori di gamma cromatica dal rosso al giallo, o al rosa, a volte con macchie più scure o marchi radiali nell'interno del tubo.

## Tassonomia
Il genere è stato descritto da David Don  e pubblicato nell'Edinburgh Philosophical Journal (1823).
Comprende le seguenti specie:
- Argylia adscendens DC.
- Argylia bifrons Phil.
- Argylia bustillosii Phil.
- Argylia checoensis(Meyen) I.M.Johnst.
- Argylia conaiensis Ravenna
- Argylia farnesiana Gleisner & Ricardi
- Argylia geranioides DC.
- Argylia glutinosa Phil.
- Argylia potentillifolia DC.
- Argylia radiata (L.) D.Don
- Argylia robusta Sandwith
- Argylia tomentosa Phil.
- Argylia uspallatensis DC.